# Stazione di Ripalimosani
A Stazione di Ripalimosani egy 2001-ben bezárt vasútállomás Olaszországban, Molise régióban, Campobasso településen.

## Vasútvonalak
Az állomást az alábbi vasútvonalak érintették:
- Termoli–Venafro-vasútvonal

## Kapcsolódó állomások
A vasútállomáshoz az alábbi állomások vannak a legközelebb: 
- Stazione di Matrice-Montagano-San Giovanni in Galdo
- San Michele railway halt